# Dacarbazina

Dacarbazina

Dacarbazina é um fármaco utilizado pela medicina como antineoplásico. Tem como mecanismo de ação a alquilação, inibindo o DNA ou RNA através da formação de íons carbônio.